# Heterostegane unimexa
Heterostegane unimexa là một loài bướm đêm trong họ Geometridae.